# Nesogobius
Nesogobius is een geslacht van straalvinnige vissen uit de familie van grondels (Gobiidae).

## Soorten
- Nesogobius greeni Hoese & Larson, 2006
- Nesogobius hinsbyi (McCulloch & Ogilby, 1919)
- Nesogobius maccullochi Hoese & Larson, 2006
- Nesogobius pulchellus (Castelnau, 1872)